# 1000-nen, zutto soba ni ite...
„1000-nen, zutto soba ni ite...” (jap. 1000年、ずっとそばにいて…) – szósty japoński singel południowokoreańskiej grupy SHINee, wydany 12 grudnia 2012 roku. Osiągnął 3 pozycję w rankingu Oricon i pozostał na liście przez 8 tygodni, sprzedał się w nakładzie 47 637 egzemplarzy.
Singel został wydany w dwóch wersjach: regularnej i limitowanej (CD+DVD).

## Lista utworów
| CD (edycja regularna) |                                                                                  |                                                                     |                                                                     |       |
| Nr                    | Tytuł                                                                            | Słowa                                                               | Muzyka                                                              | Czas  |
| 1.                    | "1000-nen, zutto soba ni ite..." (jap. 1000年、ずっとそばにいて…)                | Junji Ishiwatari                                                    | Steven Lee, The Goldfingerz, Jimmy Richard                          | 4:16  |
| 2.                    | "Kimi ga iru sekai" (jap. 君がいる世界)                                          | H.u.b                                                               | Dapo Torimiro, Jamie Houston                                        | 3:22  |
| 3.                    | "1000-nen, zutto soba ni ite..." (jap. 1000年、ずっとそばにいて…) (Instrumental) |                                                                     | Steven Lee, The Goldfingerz, Jimmy Richard                          | 4:16  |
| 4.                    | "Kimi ga iru sekai" (jap. 君がいる世界) (Instrumental)                           |                                                                     | Dapo Torimiro, Jamie Houston                                        | 3:22  |
| DVD                   |                                                                                  |                                                                     |                                                                     |       |
| Nr                    | Tytuł                                                                            | Tytuł                                                               | Tytuł                                                               | Czas  |
| 1.                    | "1000-nen, zutto soba ni ite..." Music Video (Complete Ver.)                     | "1000-nen, zutto soba ni ite..." Music Video (Complete Ver.)        | "1000-nen, zutto soba ni ite..." Music Video (Complete Ver.)        |       |
| 2.                    | "1000-nen, zutto soba ni ite..." Music Video (Directors Cut Ver.)                | "1000-nen, zutto soba ni ite..." Music Video (Directors Cut Ver.)   | "1000-nen, zutto soba ni ite..." Music Video (Directors Cut Ver.)   |       |
| 3.                    | "1000nen, Zutto Soba ni Ite...Jacket & Music Video Shooting Sketch"              | "1000nen, Zutto Soba ni Ite...Jacket & Music Video Shooting Sketch" | "1000nen, Zutto Soba ni Ite...Jacket & Music Video Shooting Sketch" | 15:32 |

## Notowania
| Lista                                      | Pozycja |
| ------------------------------------------ | ------- |
| Oricon Daily Chart                         | 2       |
| Oricon Weekly Chart                        | 3       |
| Oricon Monthly Chart                       | 10      |
| Billboard Japan Adult Contemporary Airplay | 42      |
| Billboard Japan Hot Top Airplay            | 6       |
| Billboard Japan Hot Singles Sales          | 3       |
| Billboard Japan Hot 100                    | 3       |
| G-Music Asia Chart                         | 1       |
| G-Music Combo Chart                        | 12      |